# Aleksandr Wołkow (prezydent Udmurcji)
Aleksandr Aleksandrowicz Wołkow (ros. Алекса́ндр Алекса́ндрович Во́лков, ur. 25 grudnia 1951 w Briańsku, zm. 20 maja 2017) – Prezydent Republiki Udmurcja w latach 2000–2014. Członek partii Jedna Rosja.

## Życiorys
Pochodził z rodziny robotniczej. Cała kariera zawodowa jego ojca Aleksandra Siemionowicza związana była Briańską Fabryką Budowy Maszyn, w której przepracował on 44 lata. Matka Aleksandra Kuźminiczna pochodzi ze wsi Wysokoje w obwodzie briańskim. W rodzinie Wołkowych było siedmioro dzieci.
W 1970 roku ukończył Briańskie Technikum Budowlane. Po ukończeniu szkoły otrzymał skierowanie do pracy w Czepieckiej Fabryce Mechanicznej w Głazowie (Udmurcka ASRR). Równolegle z działalnością zawodową studiował na Politechnice Permskiej.
W 1986 roku stanął na czele Miejskiego Komitetu Wykonawczego w Głazowie. Od 1989 roku pracował w Iżewsku, początkowo jako zastępca przewodniczącego Państwowego Komitetu Planowania Udmurcji, następnie jako przewodniczący Państwowego Komitetu ds. Architektury i Budownictwa. Równocześnie sprawował funkcję zastępcy przewodniczącego Rady Ministrów Udmurcji.
W 1993 roku został Przewodniczącym Rady Ministrów Republiki Udmurckiej i deputowanym do Rady Federacji. W 1995 roku został wybrany na stanowisko przewodniczącego Rady Państwowej Udmurcji. Od 2000 sprawował stanowisko Prezydenta Udmurcji. 6 kwietnia 2011 roku do konstytucji regionu wprowadzono poprawkę przewidującą zniesienie dotychczasowej funkcji prezydenta i wprowadzenia na to miejsce stanowiska Głowy Republiki Udmurckiej. Funkcję prezydenta sprawował do 2014.

## Życie prywatne
Żonaty. Miał dwoje dzieci. Był narodowości rosyjskiej.

## Nagrody i odznaczenia
- Order „Za zasługi dla Ojczyzny” III Klasy
- Order Przyjaźni
- Order Świętego Sergiusza Radoneżskiego I Klasy
- Order Świętego Księcia Daniela Moskiewskiego II Klasy
- Zasłużony Budowniczy Federacji Rosyjskiej